# Gino Viotti
Gino Viotti, nato Luigi Viotti (Torino, 13 giugno 1874 – Roma, 22 dicembre 1951), è stato un attore italiano.

## Biografia
Nato da una tipica famiglia borghese di stampo sabaudo, giovanissimo intraprese la carriera di attore teatrale. Dopo la prima guerra mondiale si trasferì definitivamente a Roma dove iniziò a lavorare anche per il cinema, sembra per iniziativa del suo grande amico Luigi Sapelli, il quale a sua volta muoveva in quel momento i primi passi nella nuova forma d'arte e condivideva con Viotti la passione per la storia del costume.
Viotti iniziò a lavorare nel periodo del muto, dal 1920 proseguendo in quello sonoro sino al 1943, girando 47 film (18 muti e 29 sonori) rivestendo sempre ruoli di caratterista e lavorando con i maggiori registi dell'epoca quali Camerini, Alessandrini, Gallone e Blasetti, fino al suo ultimo film con De Sica.
Nel frattempo aveva anche iniziato ad insegnare trucco e movimenti di scena all'Accademia d'Arte Drammatica, in cui lo chiamò Silvio D'Amico, che aveva notato la sua particolare capacità nel truccarsi e trasformarsi a seconda del ruolo. In Accademia rimarrà fino alla sua morte, avvenuta all'età di 76 anni.

## Filmografia
- La donna nuda, regia di Roberto Roberti (1922)
- Triboulet, regia di Febo Mari (1923)
- Quo vadis?, regia di Gabriellino D'Annunzio e Georg Jacoby (1924)
- Kif Tebbi, regia di Mario Camerini (1928)
- Maratona, regia di Nicola Fausto Neroni (1930)
- L'uomo dall'artiglio, regia di Nunzio Malasomma (1931)
- Figaro e la sua gran giornata, regia di Mario Camerini (1931)
- Palio, regia di Alessandro Blasetti (1932)
- Due cuori felici, regia di Baldassarre Negroni (1932)
- Paradiso, regia di Guido Brignone (1932)
- La cantante dell'opera, regia di Nunzio Malasomma (1932)
- Piccola mia, regia di Eugenio De Liguoro (1933)
- Treno popolare, regia di Raffaello Matarazzo (1933)
- Non c'è bisogno di denaro, regia di Amleto Palermi (1933)
- Vecchia guardia' regia di Alessandro Blasetti (1934)
- Seconda B, regia di Goffredo Alessandrini (1934)
- Oggi sposi, regia di Guido Brignone (1934)
- La città dell'amore, regia di Mario Franchini (1934)
- Casta Diva, regia di Carmine Gallone (1935)
- Il serpente a sonagli, regia di Raffaello Matarazzo (1935)
- Re burlone, regia di Enrico Guazzoni (1935)
- Una donna tra due mondi, regia di Goffredo Alessandrini (1936)
- Ballerine, regia di Gustav Machatý (1936)
- Arma bianca, regia di Ferdinando Maria Poggioli (1936)
- Re di denari, regia di Enrico Guazzoni (1936)
- Il fu Mattia Pascal, regia di Pierre Chenal (1937)
- Scipione l'Africano, regia di Carmine Gallone (1937)
- Condottieri, regia di Luis Trenker (1937)
- Pietro Micca, regia di Aldo Vergano (1938)
- Giuseppe Verdi, regia di Carmine Gallone (1938)
- L'allegro cantante, regia di Gennaro Righelli (1938)
- Piccolo hotel, regia di Piero Ballerini (1939)
- Il sogno di Butterfly, regia di Carmine Gallone (1939)
- I bambini ci guardano, regia di Vittorio De Sica (1943)